# Gnophomyia tuber
Gnophomyia tuber är en tvåvingeart som beskrevs av Alexander 1944. Gnophomyia tuber ingår i släktet Gnophomyia och familjen småharkrankar.
Artens utbredningsområde är Ecuador. Inga underarter finns listade i Catalogue of Life.